# Cantone di Saint-Jean-de-Monts
Il Cantone di Saint-Jean-de-Monts è una divisione amministrativa dell'arrondissement di Les Sables-d'Olonne.
A seguito della riforma complessiva dei cantoni del 2014 è passato da 5 a 14 comuni.

## Composizione
Prima della riforma del 2014 comprendeva i comuni di:
- La Barre-de-Monts
- Notre-Dame-de-Monts
- Le Perrier
- Saint-Jean-de-Monts
- Soullans

Dal 2015 comprende i comuni di:
- Barbâtre
- La Barre-de-Monts
- Beauvoir-sur-Mer
- Bouin
- L'Épine
- La Guérinière
- Noirmoutier-en-l'Île
- Notre-Dame-de-Monts
- Notre-Dame-de-Riez
- Le Perrier
- Saint-Gervais
- Saint-Jean-de-Monts
- Saint-Urbain
- Soullans